# Christian Tiffert
Christian Tiffert (ur. 18 lutego 1982 w Halle) – niemiecki piłkarz występujący na pozycji pomocnika.

## Kariera piłkarska
Występował w klubach piłkarskich: Tennis Borussia Berlin, VfB Stuttgart, Red Bull Salzburg, MSV Duisburg, 1. FC Kaiserslautern, Seattle Sounders FC, VfL Bochum, FC Erzgebirge Aue i Hallescher FC.

## Kariera trenerska
29 lipca 2019 został asystentem trenera niemieckiego klubu piłkarskiego Chemnitzer FC.

## Sukcesy

### Klubowe
W 2007 roku w barwach Red Bull Salzburg został mistrzem Austrii, a cztery lata wcześniej z VfB Stuttgart zajął drugie miejsce w niemieckiej Bundeslidze. 

### Reprezentacyjne
W 2000 roku zdobył brązowy medal mistrzostw Europy U-18.